# Omicidio di Antonio Custra

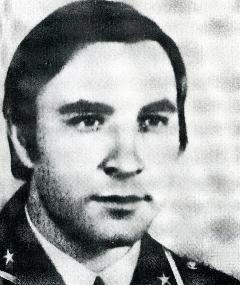
Antonio Custra

L'omicidio di Antonio Custra venne commesso a Milano il 14 maggio 1977 (la morte sopravvenne in realtà alle prime ore del giorno successivo al Policlinico di Milano ove il sottufficiale era stato ricoverato in condizioni disperate, come riportato sia dal Corriere della Sera sia dalla rivista Fiamme d'Oro): la vittima era un poliziotto italiano, vicebrigadiere del III reparto celere di Milano, morto assassinato mentre prestava servizio durante una manifestazione di militanti di estrema sinistra.

## Storia

### L'omicidio

Autonomi armati alla manifestazione del 14 maggio 1977 a Milano

Per protestare contro l'arresto di due avvocati, Giovanni Cappelli e Sergio Spazzali, iscritti a Soccorso Rosso Militante, due giorni dopo l'accaduto, il 14 maggio a Milano fu indetta una manifestazione da parte di alcuni militanti appartenenti a organizzazioni della sinistra extraparlamentare. Intorno alle 17:00 il corteo di manifestanti provenienti dal carcere di San Vittore e diretti in piazza del Duomo, una volta giunto nei pressi di via De Amicis, venne intercettato dagli agenti della celere.
In breve tempo la manifestazione degenerò in una vera e propria battaglia e gli autonomi iniziarono ad aprire il fuoco contro gli agenti. L'agente Custra, schierato con il resto del suo reparto, venne colpito al volto da uno dei proiettili esplosi con una pistola Beretta 7,65 dagli autonomi, che gli trapassò la visiera del casco, uccidendolo. Antonio Custra lasciò la moglie incinta, che partorì poco dopo.

### Le indagini

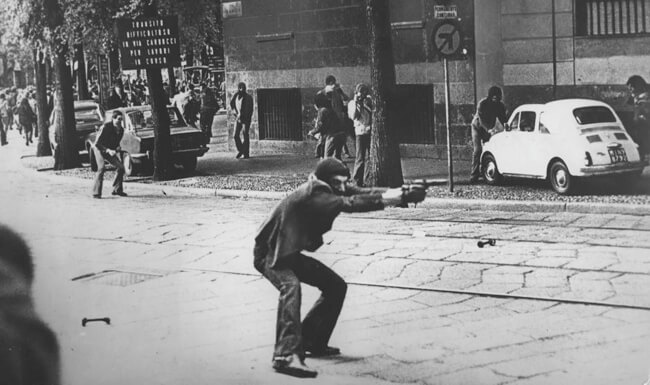
Giuseppe Memeo

Altra immagine dello scontro, divulgata dal tribunale a distanza di trent'anni dai fatti

Durante la manifestazione, grazie alla presenza di diversi fotografi, vennero scattate alcune foto che furono poi pubblicate nei giorni successivi da tutti i quotidiani del tempo. Una tra tutte, che mostrava un autonomo, Giuseppe Memeo, nell'atto d'impugnare a due mani una pistola, puntata ad altezza d'uomo, divenne uno dei simboli della violenza di strada degli anni di piombo e della degenerazione dello scontro politico, che passò dalle manifestazioni di piazza alle bombe Molotov e all'uso delle armi da fuoco.
Dieci anni dopo, partendo da quella foto, fu riaperta l'inchiesta e individuato il colpevole in Mario Ferrandi, militante di sinistra, passato poi nelle file di Prima Linea e infine dissociatosi, che venne condannato per concorso in omicidio del vicebrigadiere. Per concorso morale nell'omicidio, vennero condannati anche Giuseppe Memeo e Walter Grecchi, a 14 anni di carcere, poi nel 1996 fu condannato Raffaele Ventura, che militava nelle formazioni comuniste combattenti e fuggì in Francia dove risiede tuttora, rinunciando alla nazionalità italiana, ma può ritornare in Italia qualora volesse poiché la Corte d'appello di Milano ha pronunciato l’estinzione della pena su richiesta del suo avvocato col parere favorevole di Procura generale della Repubblica in novembre del 2024.
Dopo essere stato condannato e aver espiato 4 anni di carcere di massima sicurezza in Italia, Grecchi, che si è riconosciuto in uno dei giovani mascherati fotografati, ma ha sempre sostenuto di non aver mai sparato, vive latitante in Francia.
Nel febbraio 2012 Maurizio Azzolini, un altro degli uomini identificati tra quelli mascherati e fotografati quel giorno nell'atto di sparare verso gli agenti, è divenuto uno stretto collaboratore del vicesindaco di Milano Maria Grazia Guida. Un quinto autonomo, coinvolto e condannato a 15 anni, Pietro Mancini, fuggì in Brasile e nel 2009 ottenne la prescrizione del reato dalla corte d'assise di Milano. Dopo trent'anni dal fatto Ferrandi ha incontrato a Milano, sul luogo della sparatoria, la figlia dell'agente ucciso.

### Ricordo
Nel maggio 2008 il comune di Milano ha apposto una targa commemorativa in via De Amicis nel luogo dove il poliziotto cadde colpito.
Nel 2020 è stato realizzato il film Il buco in testa con la regia di Antonio Capuano, liberamente ispirato alla vicenda. Modificando i nomi dei protagonisti, parla della morte del vicebrigadiere Custra e punta l'attenzione sui sentimenti di sua figlia Antonia, che, nel 2007, ha voluto incontrare a Milano l’uomo che aveva ucciso suo padre.